# NGC 1541
NGC 1541 (również PGC 14792 lub UGC 3001) – galaktyka spiralna (S0-a), znajdująca się w gwiazdozbiorze Byka. Odkrył ją Albert Marth 14 listopada 1863 roku.